# Резолюция Совета Безопасности ООН 1656
Резолюция Совета Безопасности ООН 1656 — документ, принятый единогласно 31 января 2006 года, продлевающий мандат Миссии ООН в Грузии по урегулированию конфликта в Абхазии, Грузии до 31 марта 2006.

## История принятия
В своем докладе о ситуации Генеральный секретарь Кофи Аннан проанализировал работу миссии за истекший период, в частности Специального представителя ООН по Грузии Хейди Тальявини и Главного военного наблюдателя генерал-майора Нияз Мухаммад Хан Хаттак (Пакистан), проанализированы задачи наблюдателей миссии в регионе, отмечены инциденты в регионе имевшие в основном преступный характер без политической подоплеки, перечислены все политические договоренности между сторонами конфликта, указано на инциденты в Гальском секторе (17 случаев применения огнестрельного оружия, восемь убийств, шесть похищений и 27 вооруженных грабежей), Зугдидском секторе (четыре случая применения огнестрельного оружия, пять ограблений и одно похищение), Кодорском ущелье (без инцидентов за отчетный период). Также проанализированы соблюдение прав человека и гуманитарная ситуация в регионе, особо перечислены финансовые аспекты миссии. По итогу Генсек рекомендовал продлить срок миссии на стандартный срок 180 дней, до 31 июля 2006 года, однако это не было принято членами Совета по настоянию России.

## Содержание
Совет Безопасности, ссылаясь на свои соответствующие резолюции по этому вопросу, и в частности на резолюцию 1615 (2005) от 29 июля 2005 года, принимая к сведению запланированное проведение в Женеве 2 и 3 февраля 2006 года совещания Группы друзей Генерального секретаря по вопросу о Грузии, 
1. постановляет продлить мандат Миссии Организации Объединённых Наций по наблюдению в Грузии (МООННГ) до 31 марта 2006 года; 
2. постановляет продолжать активно заниматься этим вопросом.